# アメリカン・スポーツ美術館兼資料館
アメリカン・スポーツ美術館兼資料館（アメリカン・スポーツ びじゅつかん けん しりょうかん、American Sport Art Museum and Archives）は、アメリカ合衆国アラバマ州南部のダフニにある美術館兼資料館。略称はASAMA。

## 概要
アメリカン・スポーツ美術館兼資料館（英：アメリカン・スポート・アート・ミュージアム・アンド・アーカイブズ、American Sport Art Museum and Archives）は、スポーツ関係の美術品、文学資料、歴史資料の保存を目的とする美術館兼資料館である。アラバマ州南部のアメリカ合衆国スポーツアカデミーのキャンパス内にある。開館は、1984年である。
コレクションは絵画、彫刻、版画、写真、ポスターなどあらゆる媒体が対象となり、収蔵数は1,500点以上にのぼる。施設は、一般に公開されている。また、スポーツ関連の芸術家を顕彰するスポーツ・アーティスト･オブ･ザ･イヤー等の事業も行っている。

## 所在地及び交通手段
- 所在地：アラバマ州 ダフニ ワン・アカデミー・ドライブ （One Academy Drive, Daphne, AL 36526、北緯30度38分21.2秒 西経87度54分41.99秒）
- 州間高速道路10号線から国道98号線に折れて、南へ約800メートル（約0.5マイル）ほど進んだあたりの東側にある。